# Pathé Alésia
Ne doit pas être confondu avec le Gaumont Alésia (côté Mistral), son annexe de 2010 à 2016.
Le Pathé Alésia est un multiplexe cinématographique de 8 salles, situé au 73 avenue du Général-Leclerc dans le 14e arrondissement de Paris. Ouvert en 1921, il est l'un des plus anciens cinémas parisiens en activité du réseau Pathé avec le Parnasse, le Convention et le Wepler (côté Avenue).

## Historique

### Premières années (1921–1930)
En 1921, la Société des établissements Aubert inaugure le Montrouge Palace, nouvelle salle de cinéma dans le quartier du Petit-Montrouge de 2400 places. Imaginé par l'architecte Marcel Oudin, le Montrouge Palace ouvre ses portes le 4 février 1921 avec un programme de trois films, dont Charlot ne s'en fait pas de Charles Chaplin.
La Société des établissements Aubert fusionne en 1929 avec la Franco-Film. L'année suivante, Aubert-Franco-Film fusionne à son tour avec la Société des établissements Gaumont. Le Montrouge Palace intègre donc le circuit Gaumont-Franco-Film-Aubert avec l'arrivée du cinéma parlant.

### Ère Gaumont (1930–2001)
En juin 1932, des spectateurs envoyés par l'œuvre de la Cité du Souvenir de l'abbé Keller protestent contre les projections du film Le Rosier de madame Husson, jugé immoral. Ces incidents au Montrouge Palace donnent lieu à des bagarres et à des arrestations,.
Après une brève fermeture au début de la Seconde Guerre mondiale, le Montrouge Palace poursuit son exploitation durant les années d'Occupation allemande. Après-guerre, le cinéma connaît sa première grande rénovation en 1951. La Société nouvelle des établissements Gaumont (SNEG) confie la modernisation de la salle à Georges Peynet, architecte attitré du circuit.
En 1962, le Montrouge Palace est renommé Montrouge Gaumont. La salle s'équipe en projection 70 mm et devient un cinéma d'exclusivité. À l'instar des autres cinémas parisiens (Marignan-Concorde, Pathé Wepler, Gaumont Convention…), le Montrouge Gaumont est morcelé en complexe cinématographique au début des années 1970. Avec désormais 4 salles, conçues à nouveau par Georges Peynet, le cinéma devient le Gaumont Sud en décembre 1972.
On aperçoit brièvement la façade du Montrouge Gaumont et du Gaumont Sud dans L'Étrangleur de Paul Vecchiali, tourné en août 1970, et dans Comment réussir quand on est con et pleurnichard de Michel Audiard, tourné en décembre 1973.
En 1986, le Gaumont Sud connaît une profonde transformation en devenant le Gaumont Alésia. La salle 1 est divisée en trois, permettant au cinéma de passer de 4 à 7 salles (dont une grande dite « GaumontRama »). Le complexe adopte une nouvelle façade avec un ciel bleu étoilé et un écran géant en forme de clap.

### Reprise par Pathé (depuis 2001)
En 2001, Gaumont et Pathé fusionnent leurs circuits de salles au sein d'une nouvelle entité, EuroPalaces, gérée par Pathé. La nouvelle structure mène une modernisation des cinémas Gaumont, dont le Gaumont Alésia en 2004, sous l'égide du designer Christian Lacroix.
En 2010, EuroPalaces fait l'acquisition du cinéma voisin, le Mistral, renommé « Gaumont Alésia (côté Mistral) ». En parallèle, le Gaumont Alésia est cette année-là le premier à expérimenter le billet électronique pour les cinémas Gaumont et Pathé.
Comme la plupart des cinémas parisiens Gaumont et Pathé, le Gaumont Alésia ferme en 2014 pour être entièrement démoli et reconstruit. Il devient alors un multiplexe de 8 salles, équipé des dernières technologies (son 7.1, salle 4K et Dolby Atmos) avec une programmation généraliste tirant vers le cinéma d'auteur. Après sa réouverture en 2016, les 5 salles du côté Mistral ferment définitivement leurs portes.
À la suite du retrait de Gaumont dans Les Cinémas Gaumont Pathé en 2017, le Gaumont Alésia passe sous enseigne Pathé en novembre 2022. Le Pathé Alésia inaugure à cette occasion une salle Dolby Cinema (fauteuils inclinables, image HDR et son Atmos).

## Galerie

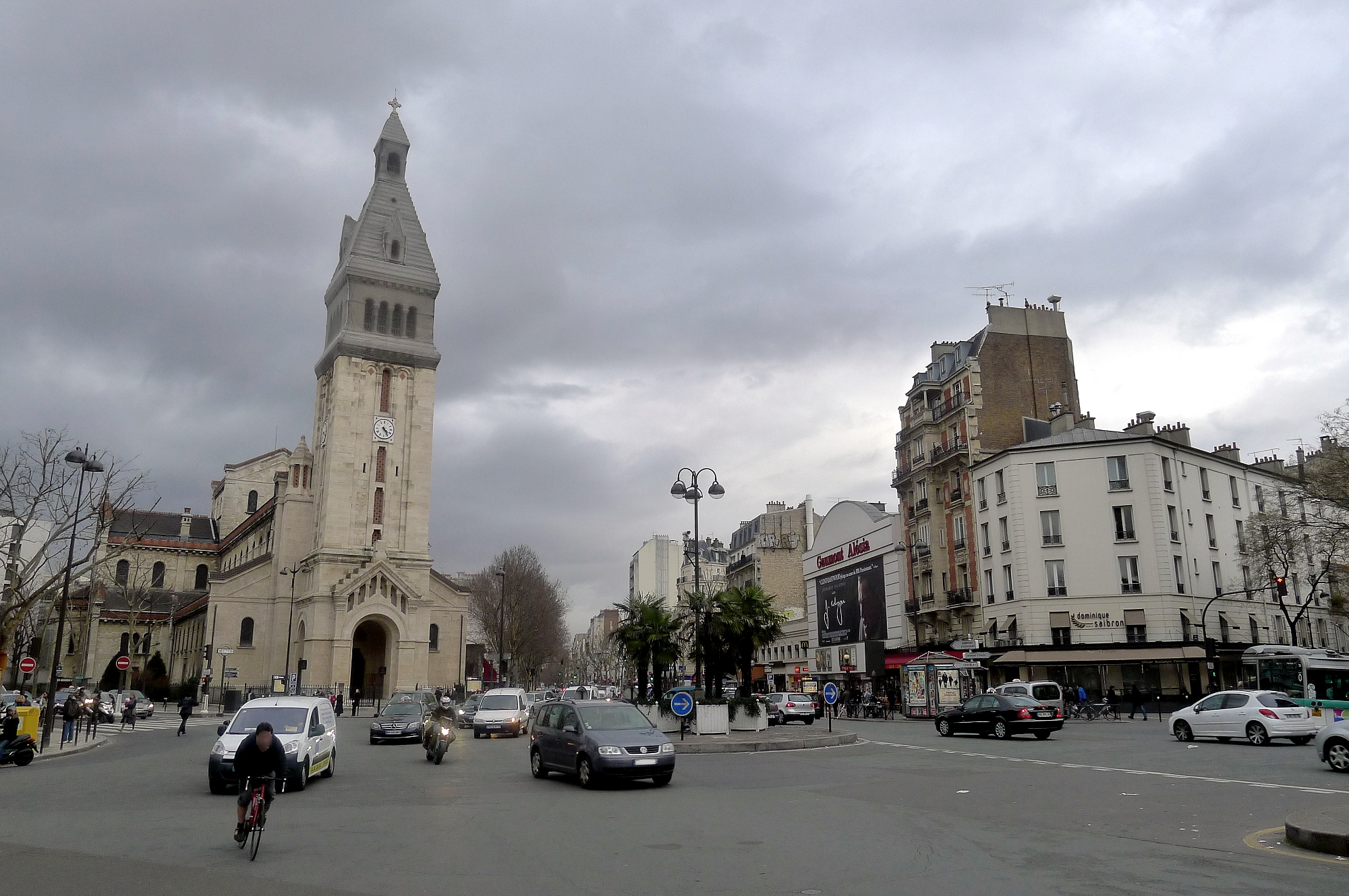
La place Victor-et-Hélène-Basch en 2012.
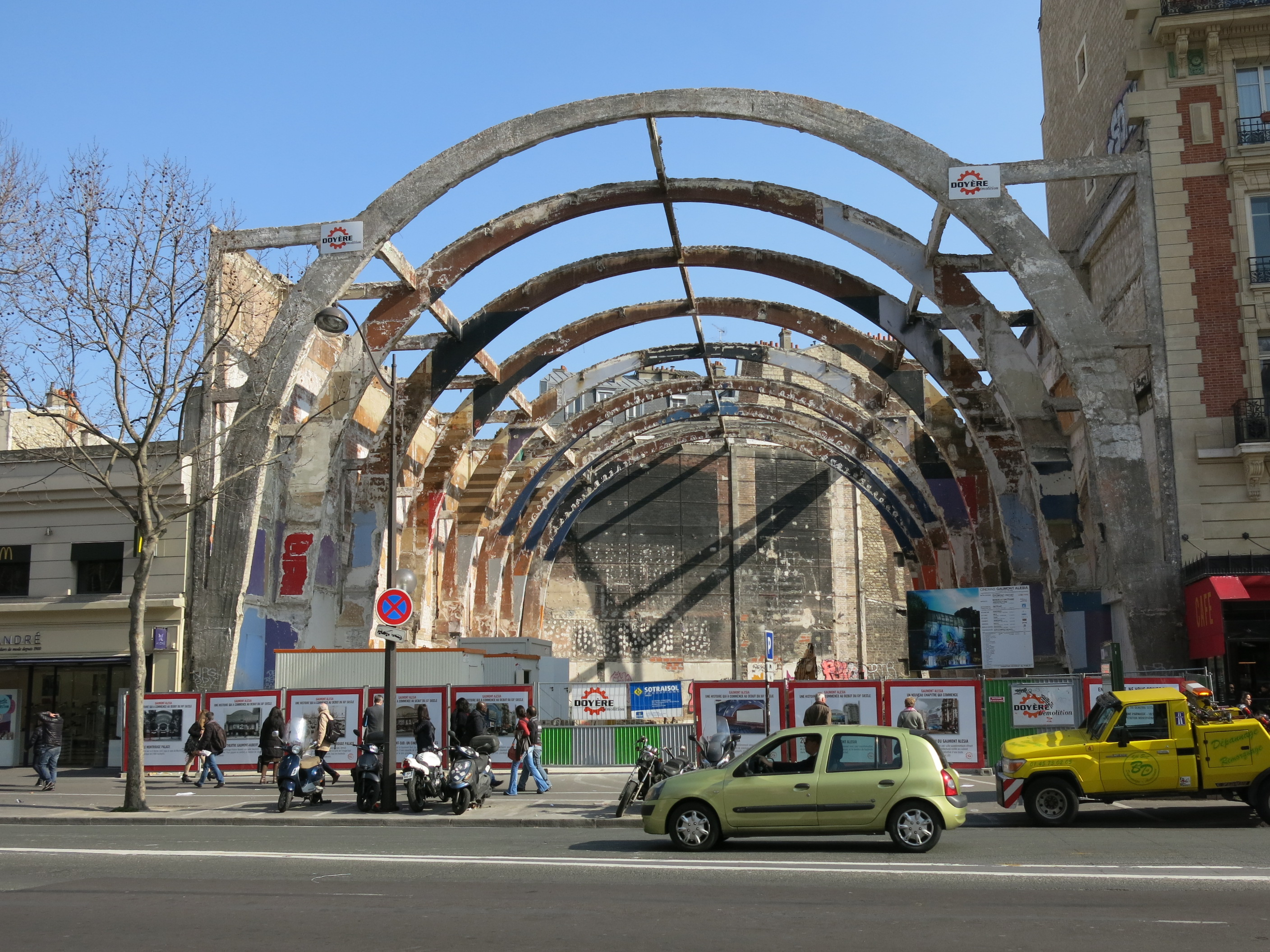
Chantier du Gaumont Alésia en 2015.
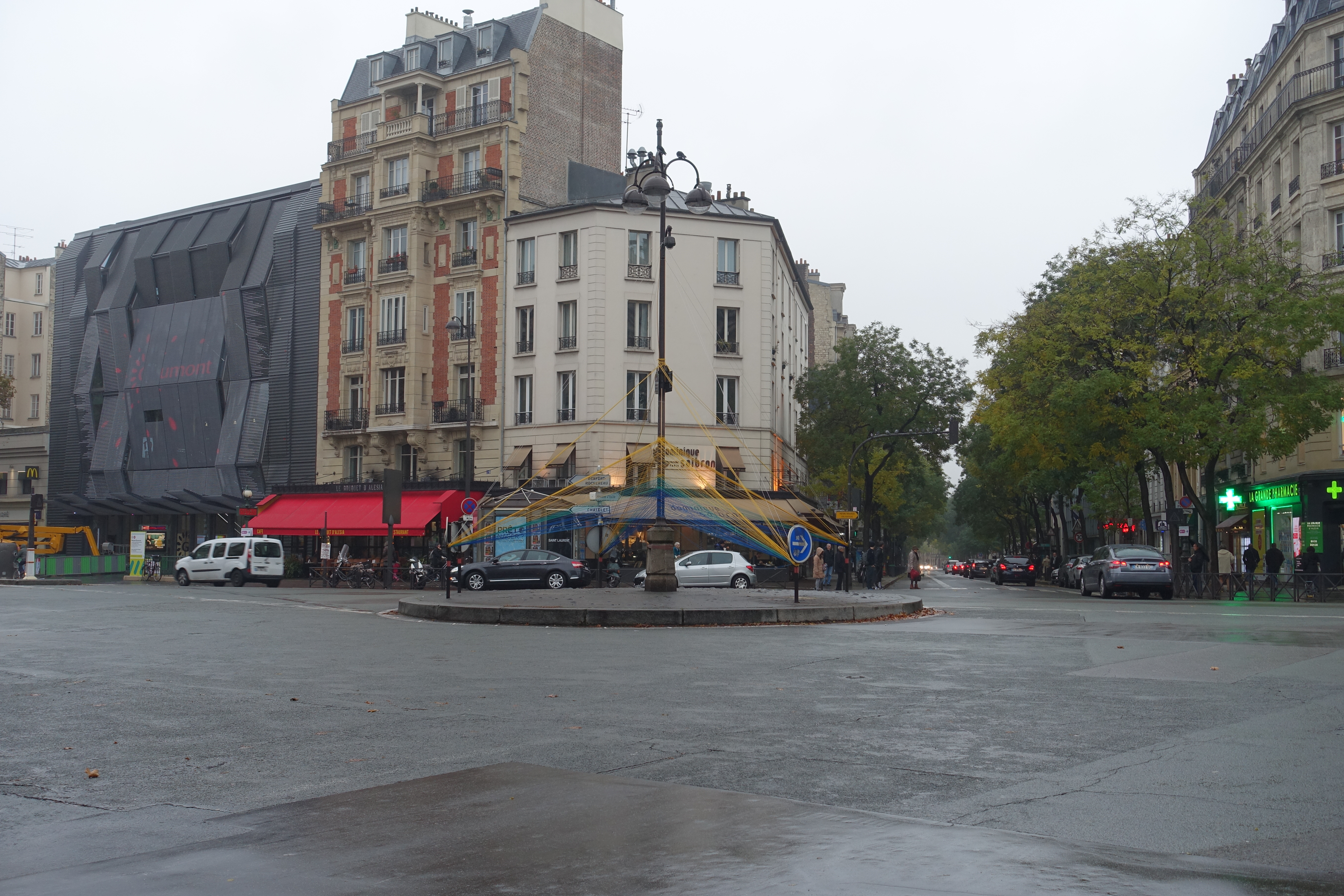
La place Victor-et-Hélène-Basch en 2016.
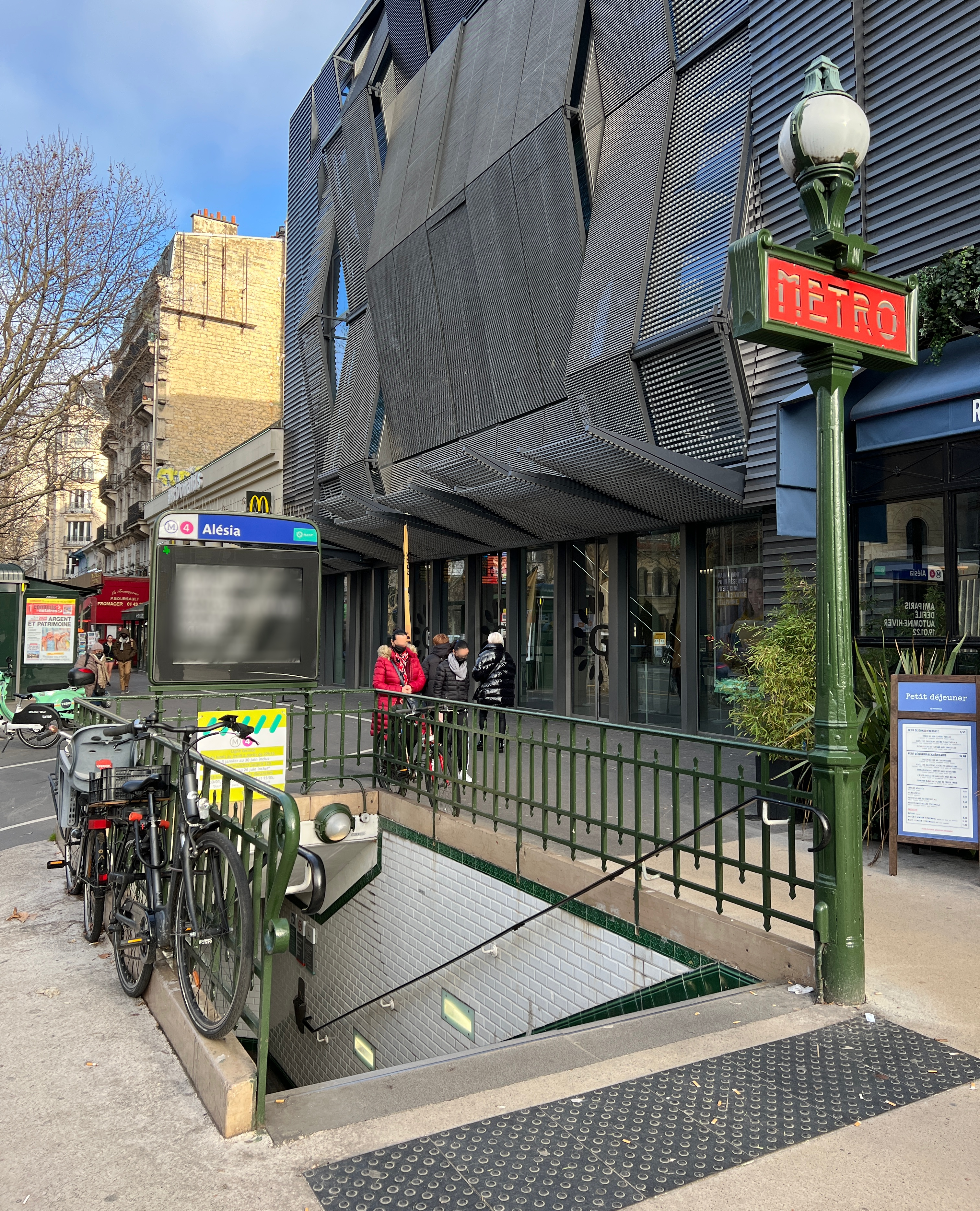
Entrée du métro devant le cinéma en 2022.

## Moyens d'accès
Le Pathé Alésia est desservi par la ligne 4 du métro de Paris, à la station Alésia (sortie no 6 - rue d'Alésia). Il est également accessible avec les bus 28, 38, 62 et 68.